# São Lourenço do Piauí
São Lourenço do Piauí är en kommun i Brasilien.   Den ligger i delstaten Piauí, i den östra delen av landet, 1 000 km nordost om huvudstaden Brasília. Antalet invånare är 4 423.
Omgivningarna runt São Lourenço do Piauí är huvudsakligen savann. Runt São Lourenço do Piauí är det mycket glesbefolkat, med 3 invånare per kvadratkilometer.